# Frederick Elmes
Frederick Elmes, conosciuto anche come Fred Elmes (Mountain Lakes, 4 novembre 1946), è un direttore della fotografia statunitense, noto al grande pubblico per aver collaborato in alcune occasioni con il famoso regista David Lynch.
Nel corso della sua trentennale carriera ha collaborato anche con Ang Lee e Jim Jarmusch.

## Filmografia parziale

### Direttore della fotografia
- Scene di strada 1970 (Street Scenes), regia di Martin Scorsese (1970) - Documentario
- L'assassinio di un allibratore cinese (The Killing of a Chinese Bookie), regia di John Cassavetes (1976)
- Eraserhead - La mente che cancella (Eraserhead), regia di David Lynch (1977)
- Velluto blu (Blue Velvet), regia di David Lynch (1986)
- Gli avventurieri della città perduta (Allan Quatermain and the Lost City of Gold), regia di Gary Nelson (1987)
- Moonwalker, regia di Jerry Kramer, Colin Chilvers e Jim Blashfield (1988)
- Cuore selvaggio (Wild at Heart), regia di David Lynch (1990)
- Tempesta di ghiaccio (The Ice Storm), regia di Ang Lee (1997)
- Cavalcando col diavolo (Ride with the Devil), regia di Ang Lee (1999)
- Storytelling, regia di Todd Solondz (2001)
- 24 ore (Trapped), regia di Luis Mandoki (2002)
- Hulk, regia di Ang Lee (2003)
- Coffee and Cigarettes, regia di Jim Jarmusch (2003)
- Kinsey, regia di Bill Condon (2004)
- Broken Flowers, regia di Jim Jarmusch (2005)
- Il destino nel nome - The Namesake (The Namesake), regia di Mira Nair (2006)
- Brothers, regia di Jim Sheridan (2009)
- Bride Wars - La mia migliore nemica (Bride Wars), regia di Gary Winick (2009)
- Horns, regia di Alexandre Aja (2013)
- Olive Kitteridge – miniserie TV (2014)
- Paterson, regia di Jim Jarmusch (2016)
- Wilson, regia di Craig Johnson (2017)
- I morti non muoiono (The Dead Don't Die), regia di Jim Jarmusch (2019)

### Effetti speciali
- Eraserhead - La mente che cancella (Eraserhead), regia di David Lynch (1977)